# 左骨都侯
左骨都侯，是古代匈奴官号，與右骨都侯相對，低於右大當戶，高於右骨都侯，为二十四長之一。匈奴二十四长，居第十一位。
左骨都侯在冒顿单于时设置，为单于的亲近大臣，掌佐单于总国政。为单于及左右贤王之辅佐。但由呼衍氏、须卜氏、丘林氏、兰氏等异姓贵族担任，辅佐单于。南匈奴時属左大将，掌领兵。是单于的辅政近臣，主断狱讼。裁决之案，面报单于，无文簿记录。呼韩邪单于附汉后，诸骨都侯亦屯驻一方，助汉戍边。
- 呼韩邪单于兄左贤王呼屠吾斯亦自立为郅支骨都侯单于
- 始建国三年，派遣左骨都侯、右伊秩訾王呼卢訾及左贤王乐率兵進入云中益寿塞，大杀新朝軍民。
- 须卜骨都侯单于